# Без предупреждения!
«Без предупреждения!» (англ. Without Warning!) — фильм нуар режиссёра Арнольда Лейвена, который вышел на экраны в 1952 году.
Фильм рассказывает об охоте полиции на серийного маньяка (Адам Уильямс), который ежемесячно убивает садовыми ножницами молодых замужних блондинок, с которыми знакомится в общественных местах. Фильм снят в полудокументальном стиле полицейских процедуралов с официальным закадровым повествованием и большим объёмом натурных съёмок.
Хотя в центре внимания многих фильмов нуар находятся убийцы психопатического плана, тем не менее, не многие из них посвящены теме серийных убийц. Помимо этой картины к числу нуаров о серийных убийцах относятся, в частности, фильмы «Соблазнённый» (1947), «Следуй за мной тихо» (1949), «М» (1951), «Снайпер» (1952) и «Пока город спит» (1956).
Долгое время фильм считался утерянным и не был доступен для просмотра, пока в 2005 году не был издан на DVD.

## Сюжет
В дешёвом мотеле в Лос-Анджелесе некто Карл Мартин (Адам Уильямс) закалывает садовыми ножницами молодую блондинку, после чего убегает. Появившийся вскоре на звук громкой музыки управляющий мотелем вызывает полицию. Полицейские детективы лейтенант Пит Хэмилтон (Эд Биннс) и сержант Дон Уорд (Харлан Уорд) отмечают, что это убийство очень напоминает другое нераскрытое убийство молодой девушки месячной давности. Управляющий не может дать описание мужчины, с которым пришла убитая, называя его обычным молодым человеком. На месте преступления полиция обнаруживает отпечатки пальцев, которых однако нет в полицейской базе. Найденный кусочек материала от дорогого пиджака также ничего не даёт, так как Карл, заметив дома, что костюм порван, сжигает его. Полиция проводит по городу тотальные облавы, задерживая как бывших преступников по аналогичным делам, так и любых других подозрительных лиц, однако допросы задержанных ничего не дают.
Вскоре Карл, который работает садовником, приходит в питомник саженцев Фреда Сондерса (Джон Максвелл), обращая внимание на его дочь-блондинку Джейн (Мег Рэндалл), муж которой служит за рубежом. Вечером после отъезда Фреда домой Карл снова приезжает в питомник, предлагая задержавшейся на работе Джейн подвезти её домой, однако девушка отказывается, утверждая, что живёт недалеко и доберётся до дома пешком. После этого Карл едет в бар, где знакомится с молодой замужней блондинкой, вместе с которой уезжает на её автомобиле в укромное место под автомобильной развязкой, где убивает её. Двое дорожных полицейских на мотоциклах обращают внимание на странно припаркованную машину, в которой находится Карл с убитой женщиной. Когда один из полицейских спускается со склона и подходит к машине, Карл бьёт его по голове, выхватывает из кобуры его оружие и убегает. Второй полицейский преследует садовника, однако в перестрелке Карл ранит копа, после чего запрыгивает в кузов проезжающего мимо грузового автомобиля, на котором добирается до городского овощного рынка. Выбравшись с рынка, Карл, меняя такси, доезжает до бара, около которого бросил свою машину, на которой возвращается домой. Дорожные полицейские дают детективам общее описание фигуры и внешности Карла, хотя они и могут составить его словесный портрет, так как не рассмотрели его лицо.
Детективы обращаются за помощью к полицейскому психиатру, который на основе имеющейся информации приходит к заключению, что они имеют дело с серийным убийцей параноидального типа, который, предположительно, страдает от психической травмы, связанной с тем, что его бросила любимая женщина, молодая блондинка, и именно ей он мстит, убивая похожих на неё женщин. Детективы устанавливают, что маньяк убивает женщин раз в месяц, что, видимо, связано либо с лунными циклами, либо с тем, что в эти дни он получает зарплату и выходит в город. Пит и Дон вызывают нескольких женщин-полицейских, внешне похожих на жертв маньяка, поручая им выступить в качестве наживки, на которую должен клюнуть маньяк. Сотрудницам точно ставится задача и формулируется программа их действий, при этом за каждой из них будет следить полицейский в штатском. Таким образом происходит несколько задержаний подозрительных людей, которых после тщательной проверки отпускают. Наконец, в одном из баров к сотруднице полиции по имени Вирджиния (Мерили Фелпс) подсаживается Карл, который предлагает ей поехать вместе в уединённое место. Дон внимательно наблюдает за ними, а затем следует за их автомобилем. Карл начинает петлять по холмистым дорогам, по дороге замечая, что за ним неотступно следует какой-то автомобиль. Заподозрив неладное, Карл завозит девушку на пустырь в горах, где высаживает её со словами «это тебе наказание за измену мужу». После этого, отъехав в безопасное место, Карл наблюдает за тем, как Дон подъезжает к Вирджинии и увозит её на своей машине, убеждаясь таким образом, что за ним действительно следят.
Вскоре в бетонном русле городского водостока обнаруживают тело ещё одной жертвы. На этот раз на месте преступления детективы обнаруживают пружинку от садовых ножниц со следами крови с предыдущих преступлений, после чего устанавливают марку этих ножниц. Когда криминалисты устанавливают, что на месте преступления обнаружены следы трёх видов почв, детективы приходят к заключению, что убийца мог профессионально заниматься садоводством. Пит и Дон последовательно обходят все питомники, торгующие садовым инвентарём и почвой, долгое время не получая никаких результатов. Тем временем Джейн отвозит Карлу домой заказанное им растение. Не застав садовника дома, она ожидает его в кабинете, случайно натыкаясь на пачку вырезок из газет со статьями об убийствах молодых блондинок, среди которых видит и свою фотографию. В испуге она выбегает из дома и садится в машину, собираясь немедленно уехать, однако Карл подходит к ней как раз в тот момент, когда он включает зажигание. Он предлагает Джейн вернуться в дом, а затем, угрожая ножницами, выводит её во двор, собираясь расправиться с ней. Он рассказывает ей, что убивает молодых блондинок в качестве мести своей жене, которая когда-то бросила его. Тем временем Пит и Дон подъезжают к питомнику Сондерса, который по описанию узнаёт одного из своих клиентов Карла Мартина, говоря, что его дочь повезла ему заказ. Детективы немедленно приезжают по адресу Карла, где быстро устанавливают место, где тот прячется вместе с Джейн. Сделав вид, что уезжают, детективы незаметно подбираются ближе к ним. В тот момент, когда Карл уже заносит ножницы, чтобы убить Джейн, Дон стреляет в него, убивая маньяка и спасая девушке жизнь.

## В ролях
- Адам Уильямс — Карл Мартин
- Мег Рэндалл — Джейн Сондерс
- Эд Биннс — лейтенант Пит Хэмилтон
- Харлан Уорд — детектив полиции, сержант Дон Уорд
- Джон Максвелл — Фред Сондерс
- Анджела Стивенс — Джанет Коллиер (блондинка)
- Байрон Кейн — полицейский эксперт-химик Чарли Уилкинс
- Чарльз Тэннен — Волф
- Мэрили Фелпс — Вирджиния
- Роберт Фолк — Уилсон, управляющий гостиницей
- Кони Вера — Кармелита
- Роберт Шэйн — доктор Вернер, полицейский психиатр
- Ли Фелпс — коронер

## Создатели фильма и исполнители главных ролей
Эта картина была первой для Арнольда Лейвена в качестве режиссёра, который затем поставил фильмы нуар «Полиция нравов» (1953), «На трёх тёмных улицах» (1954) и «Убийство на Десятой авеню» (1957), а в 1960-е годы — несколько вестернов, таких как «Славные парни» (1965).
В 1951 году Лэйвен вместе с продюсерами фильма Артуром Гарднером и Джулсом Леви создал совместную продюсерскую компанию, которая в 1950-60-х годы произвела несколько популярных телесериалов, среди них вестерн «Стрелок» (1959-63, 124 эпизода), криминальный фильм «Детективы» (1959-62, 97 эпизодов) и вестерн «Большая долина» (1965-69, 112 эпизодов).
Адам Уильямс сыграл в фильмах Лэйвена «Полиция нравов» (1953), «Дыба» (1956) и «Славные парни» (1965). Он также имел небольшие роли в популярных фильмах нуар «Сильная жара» (1953), «Побег из тюрьмы» (1955) и «Текстильные джунгли» (1957), в триллере Хичкока «На север через северо-запад» (1959), а также в нескольких вестернах 1950-60-х годов.
Монтажёр фильма Артур Х. Нэйдел известен тем, что в 1950 году в возрасте 18 лет монтировал фильм «Мёртв по прибытии», став самым молодым киномонтажёром в истории Голливуда. Впоследствии он работал преимущественно на телевидении как монтажёр, режиссёр и продюсер, в том числе, продюсировал сериалы «Стрелок» (1959-61, 70 эпизодов), «Детективы» (1959-62, 97 эпизодов).

## История создания фильма
В статье «Лос-Анджелес Таймс» от 3 февраля 1952 года отмечалось, что фильм был задуман продюсерами Джулсом Леви и Артуром Гарднером вместе с режиссёром Арнольдом Лейвеном, когда они вместе служили в первом киноподразделении ВВС США. В статье далее утверждается, что деньги на создание фильма они получили от финансиста Джозефа Ауэрбаха.
По информации Американского института киноискусства, рабочими названиями фильма были «Испуганный город», «Потрошитель» и «Слэшер». Согласно статье в Daily Variety от 17 марта 1952 года, Американская ассоциация кинокомпаний запретила название «Потрошитель», так как оно слишком напоминало о Джеке-потрошителе. В свою очередь, кинокомпания Columbia выступила против названия «Слэшер», которое слишком напоминало название только что выпущенного ей фильма «Снайпер».
Фильм снимался главным образом на натуре в Лос-Анджелесе и его ближайших окрестностях, в том числе, в офисе шерифа округа Лос-Анджелес и лаборатории коронера, на Голливудском шоссе и ущелье Чавеса. Хэл Эриксон, в частности, отметил, что «только что построенное шоссе Лос-Анджелеса становится фоном для напряжённых нервных финальных сцен картины».
Продюсер Сол Лессер, который более всего известен созданием серии фильмов о Тарзане в 1940-50-е годы, выкупил фильм и организовал его дистрибуцию через компанию United Artists.
По информации киноведа Дениса Шварца, фильм в течение многих лет считался утерянным, и «был обнаружен сравнительно недавно».

## Критика

### Общая оценка фильма
Хотя картина долгое время осталась сравнительно малоизвестной, тем не менее, в последние годы она удостоилась нескольких умеренно позитивных откликов. Наряду со многими другими киноведами, Спенсер Селби охарактеризовал её как «полицейский полудокументальный фильм о розыске психически больного человека, который убивает ножницами блондинок». Артур Лайонс, также указавший, что фильм «выполнен в полудокументальном стиле», отметил, что «это один из первых нуаров о серийных убийцах, теме, которая стала более чем распространённой сегодня как на экране, так и в средствах массовой информации». По оценке Лайонса, это «напряжённый небольшой фильм с хорошей актёрской игрой, лаконичным сценарием, хорошей работой Байрока, который был опытным оператором многих нуаров категории В, а также плотным монтажом Нэйдела». Тем не менее, Лайонс считает, что этот фильм уступает при сравнении с фильмом Стенли Крамера и Эдварда Дмитрика «Снайпер», который сделан примерно в то же время и на аналогичную тему. По словам Денниса Шварца, это «увлекательный небольшой фильм нуар, который снят в полудокументальном стиле, напоминающем телесериал „Облава“». Развивая мысль о характере фильма как о полицейском процедурале, киновед пишет, что в этой картине «лейтенант Пит Хэмилтон (Эдвард Биннс) и сержант Дональд Уорд (Харлан Уорд) отрабатывают малейшие зацепки, грамотно используя результаты работы криминалистов, полицейского психиатра, женщин-полицейских под прикрытием и многочисленные обходы возможных свидетелей, чтобы выследить ускользающего убийцу». Положительно оценив картину, Шварц заключил, что фильм «движется в хорошем темпе, сделан напряжённо, при чёткой актёрской игре, особенно, со стороны Адама Уильямса в роли убийцы». Шварц также отметил, что «это один из первых фильмов о психопате и потому имеет много общего с фильмом „Снайпер“ (1952), хотя и не столь искусен».

### Оценка работы режиссёра и актёрской игры
Шварц обратил внимание на «хорошую работу режиссёра Арнольда Лейвена при постановке этого слэшера о серийном убийце», а Хэл Эриксон отметил игру актёра Адама Уильямса, который «пугающе эффективен в роли психопата в соседнем доме». По словам Шварца, Уильямс создаёт образ «аккуратного, сдержанного и одинокого красивого садовника, который получил психическую травму, когда неверная жена-блондинка бросила его. Ради мести его персонаж находит в барах похожих на неё блондинок и убивает их садовыми ножницами в спину».